# Сражение при Койотепе
Сражение при Койотепе (исп. Batalla de Coyotepe) — сражение, произошедшее во время американской оккупации Никарагуа, в ходе восстания, организованного военным министром Никарагуа генералом Луисом Меной против президента Адольфо Диаса.
Койотепе — старая крепость, расположенная на 150-метровом холме. Имела стратегическую важность, так как из неё можно было контролировать стратегическую железную дорогу между Манагуа и Гранадой.

## Ход сражения
Со 2 по 4 октября 1912 года повстанцы во главе с генералом Бенхамином Селедоном, занявшие высоту Койотепе и соседнюю высоту (Барранка-форт) с целью контроля за железной дорогой, отказались сдаться правительственным войскам под руководством президента Адольфо Диаса:152. 3 октября, после взятия Гранады, к месту событий прибыл батальон морской пехоты США под командованием майора Смедли Батлера, с которым повстанцы Селедона уже сражались 19 сентября. По прибытии, американцы обстреляли из артиллерии опорный пункт повстанцев в Койотепе.
В предрассветные часы 4 октября батальон Батлера вместе с двумя батальонами Корпуса морской пехоты и батальоном морпехов с корабля USS California под командованием полковника Джозефа Х. Пендлтона атаковали холм с разных сторон. В ходе битвы погиб генерал Селедон. Вероятно, он был убит своими же людьми

## Последствия
Через 2 дня, морпехи США захватили Леон, а правительственные войска взяли город Масая. На этом революция 1912 года фактически завершилась поражением повстанческой армии.